# Dreiband-Europameisterschaft 1960

Logo CEB (ausrichtender Verband)

Veranstaltungsort: Düsseldorf

Die Dreiband-Europameisterschaft 1960 war das 18. Turnier in dieser Disziplin des Karambolagebillards und fand vom 6. bis zum 10. Januar 1960 in Düsseldorf statt. Es war bereits die dritte Dreiband-Europameisterschaft in Deutschland nach dem Zweiten Weltkrieg und wurde von den Düsseldorfer Billardfreunden 1954 ausgerichtet.

## Geschichte
Wieder einmal war der Antwerpener René Vingerhoedt nicht zu schlagen. Er sicherte sich in Düsseldorf seinen neunten und damit letzten Europameistertitel im Dreiband. Er trat nach dieser Europameisterschaft ab und gab den Weg frei für seinen Nachfolger Raymond Ceulemans. Er wurde belgischer Billard-Nationaltrainer. Auch für den ewigen Zweiten August Tiedtke war es die siebte und damit letzte Silbermedaille bei einer EM. Er stellte mit 0,992 aber einen neuen deutschen Rekord im Generaldurchschnitt (GD) auf. Der Niederländer Henny de Ruijter egalisierte in der Partie gegen Johann Scherz aus Österreich mit 15 Punkten den Serien-Europarekord seines Landsmannes Herman Popeijus aus dem Jahr 1955. Der Robert Schumann-Saal, Konzert- und Kongresssaal der Stadt Düsseldorf, war ein würdiger Saal dieser Europameisterschaft und an jedem Tag voll besetzt. Die Finalpartie wurde in einer Eurovisionssendung vom WDR übertragen und in vier europäischen Ländern live gesendet.

## Modus
Gespielt wurde in zwei Vorrundengruppen „Jeder gegen Jeden“ bis 60 Punkte mit Nachstoß/Aufnahmegleichheit. Die Gruppen bestanden aus je fünf Spielern. Die beiden Gruppenletzten schieden aus. Die Partiepunkte aus der Vorrunde wurden in die Finalrunde mitgenommen. Die Partien gegen die ausgeschiedenen Akteure wurden in der Abschlusstabelle nicht gewertet.

## Vorrunden Gruppen
| MP    | Match Points (Sieger = 2; Unentschieden = 1; Verlierer = 0) |
| Pkte. | Erzielte Karambolagen                                       |
| Aufn. | Benötigte Versuche                                          |
| GD    | Generaldurchschnitt                                         |
| BED   | Bester Einzeldurchschnitt eines Spielers                    |
| HS    | Höchstserie                                                 |
|       | Bester GD des Turniers                                      |
|       | Bester ED des Turniers                                      |
|       | Beste HS des Turniers                                       |
|       | 1. Platz (Gold)                                             |
|       | 2. Platz (Silber)                                           |
|       | 3. Platz (Bronze)                                           |

| Abschlusstabelle Gruppe A  | Abschlusstabelle Gruppe A | Abschlusstabelle Gruppe A | Abschlusstabelle Gruppe A | Abschlusstabelle Gruppe A | Abschlusstabelle Gruppe A | Abschlusstabelle Gruppe A | Abschlusstabelle Gruppe A |
| Platz                      | Name                      | MP                        | Pkte.                     | Aufn.                     | GD                        | BED                       | HS                        |
| -------------------------- | ------------------------- | ------------------------- | ------------------------- | ------------------------- | ------------------------- | ------------------------- | ------------------------- |
| 1                          | René Vingerhoedt          | 8:0                       | 240                       | 214                       | 1,121                     | 1,244                     | 8                         |
| 2                          | Henny de Ruijter          | 6:2                       | 217                       | 240                       | 0,904                     | 1,034                     | 15                        |
| 3                          | Johann Scherz             | 4:4                       | 223                       | 247                       | 0,902                     | 1,034                     | 7                         |
| 4                          | Ernst Rudolph             | 2:6                       | 189                       | 242                       | 0,780                     | 0,869                     | 8                         |
| 5                          | Søren Søgaard             | 0:8                       | 157                       | 251                       | 0,625                     | –                         | 6                         |
| Gruppendurchschnitt: 0,859 |                           |                           |                           |                           |                           |                           |                           |

| Abschlusstabelle Gruppe B  | Abschlusstabelle Gruppe B | Abschlusstabelle Gruppe B | Abschlusstabelle Gruppe B | Abschlusstabelle Gruppe B | Abschlusstabelle Gruppe B | Abschlusstabelle Gruppe B | Abschlusstabelle Gruppe B |
| Platz                      | Name                      | MP                        | Pkte.                     | Aufn.                     | GD                        | BED                       | HS                        |
| -------------------------- | ------------------------- | ------------------------- | ------------------------- | ------------------------- | ------------------------- | ------------------------- | ------------------------- |
| 1                          | August Tiedtke            | 8:0                       | 240                       | 240                       | 1,000                     | 1,333                     | 8                         |
| 2                          | Laurent Boulanger         | 6:2                       | 226                       | 225                       | 1,004                     | 1,333                     | 9                         |
| 3                          | Roger Hanoun              | 3:5                       | 188                       | 244                       | 0,770                     | 0,869                     | 8                         |
| 4                          | Jacques Blanc             | 2:6                       | 184                       | 281                       | 0,654                     | 0,689                     | 5                         |
| 5                          | Juan Fontova              | 1:7                       | 221                       | 298                       | 0,741                     | 0,869                     | 13                        |
| Gruppendurchschnitt: 0,822 |                           |                           |                           |                           |                           |                           |                           |

## Abschlusstabelle
| Endklassement              | Endklassement     | Endklassement | Endklassement | Endklassement | Endklassement | Endklassement | Endklassement |
| Platz                      | Name              | MP            | Pkte.         | Aufn.         | GD            | BED           | HS            |
| -------------------------- | ----------------- | ------------- | ------------- | ------------- | ------------- | ------------- | ------------- |
| 1                          | René Vingerhoedt  | 14:0          | 420           | 380           | 1,105         | 1,250         | 7             |
| 2                          | August Tiedtke    | 12:2          | 415           | 418           | 0,992         | 1,333         | 8             |
| 3                          | Laurent Boulanger | 8:6           | 370           | 372           | 0,994         | 1,333         | 9             |
| 4                          | Henny de Ruijter  | 6:8           | 378           | 443           | 0,853         | 1,034         | 15            |
| 5                          | Johann Scherz     | 5:9           | 386           | 435           | 0,887         | 0,904         | 7             |
| 6                          | Roger Hanoun      | 5:9           | 359           | 453           | 0,792         | 0,802         | 9             |
| 7                          | Ernst Rudolph     | 4:10          | 348           | 445           | 0,782         | 0,800         | 8             |
| 8                          | Jacques Blanc     | 2:12          | 308           | 460           | 0,669         | 0,882         | 8             |
| 9                          | Juan Fontova      | 1:7           | 221           | 298           | 0,741         | 0,869         | 13            |
| 10                         | Søren Søgaard     | 0:8           | 157           | 251           | 0,625         | –             | 6             |
| Turnierdurchschnitt: 0,853 |                   |               |               |               |               |               |               |